# Wandering Musician
«Wandering Musician» es una canción del grupo de rock estadounidense The Doors, escrita por Robby Krieger, John Densmore y Ray Manzarek. Es penúltimo tema del álbum de 1971, Other Voices, con una duración de 6 minutos y medio, cuenta con un estilo de rock psicodélico y pop barroco poco visto en canciones de la banda.

## Composición
El tema fue escrito por los 3 restantes miembros de la banda, específicamente por Ray Manzarek, el cual domina la canción con su piano. Al igual, tiene arreglos de guitarra acústica y guitarra eléctrica por Robby Krieger.

## Grabación
Al igual que muchas canciones de Other Voices, The Doors comenzó a ensayar nuevos materiales para un hipotético nuevo LP mientras que Jim Morrison estaba de viaje en Paris, viaje en el que Morrison fallecería. En las sesiones del álbum participaron varios músicos conocidos, en esta canción en específico está incluido el bajista de Elvis Presley, Jerry Scheff, que también participó en Down on the Farm y I'm Horny, I'm Stoned.